# Le Bourg-Dun
Bourg-Dun é uma comuna francesa na região administrativa da Normandia, no departamento de Sena Marítimo. Estende-se por uma área de 14,58 km². Em 2010 a comuna tinha 439 habitantes (densidade: 30,1 hab./km²).